# پروانه‌ماهی آب‌سنگ
پروانه‌ماهی آب سنگ (نام علمی: Chaetodon sedentarius) نام یک گونه از تیره پروانه‌ماهی است.